# Gare d'Ouest-Ceinture
La gare d'Ouest-Ceinture est une gare ferroviaire française mise en service en 1867 et désaffectée en 1986, située dans le 14e arrondissement de Paris, en région Île-de-France.

## Situation

### Situation ferroviaire
Établie à 65 mètres d'altitude, la gare d'Ouest-Ceinture est située au point kilométrique (PK) 2,051 de la ligne de Paris-Montparnasse à Brest, entre les gares ouvertes de Paris-Montparnasse et de Vanves - Malakoff. Elle est aussi située au PK 12,587 de la ligne de Petite Ceinture, désaffectée, entre les gares de Vaugirard-Ceinture  et de Montrouge-Ceinture.

### Situation urbaine
La gare se situe dans le sud-ouest du 14e arrondissement de Paris près de la porte de Vanves, à l'extrémité sud de la rue Vercingétorix, à son croisement avec la rue Paturle. La gare jouxte les voies provenant de la gare Montparnasse et celle de la Petite Ceinture, tracée en dessous et recouverte partiellement par une dalle de béton.

## Historique

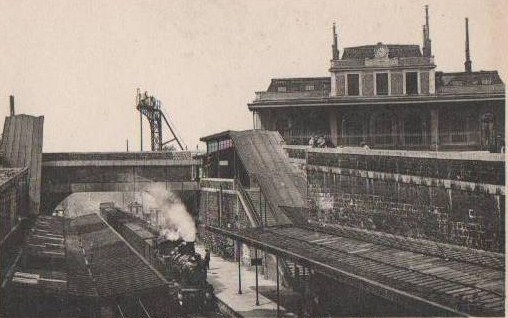
Photographie ancienne.

La gare est ouverte aux voyageurs en 1867 afin de permettre la correspondance entre la Petite Ceinture et les trains de la gare Montparnasse. Cette correspondance est indiquée par son nom, la gare Montparnasse étant alors appelée « Embarcadère de l'Ouest ».

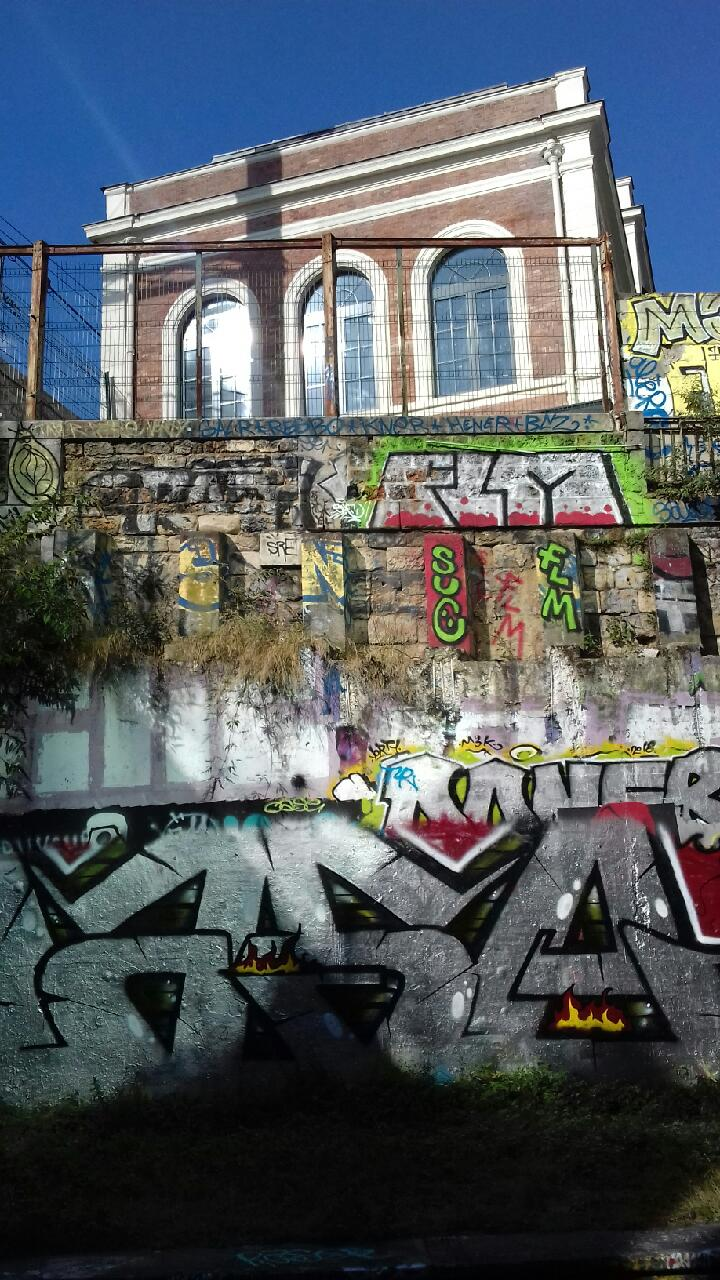
L'ancienne gare vue depuis les voies en septembre 2019.

Comme pour les autres gares de la Petite Ceinture, sa desserte est fermée au trafic voyageurs le 23 juillet 1934. Elle est cependant toujours desservie par les trains de la ligne de Paris-Montparnasse à Brest (trains de banlieue entre Paris et Sèvres-Rive-Gauche) jusqu'en 1986. Le remaniement du plan de voie nécessaire pour la construction de la LGV Atlantique suspend alors « temporairement » la desserte, qui n'a jamais repris depuis cette date.
Le bâtiment fut occupé par une agence commerciale de la SNCF. D'octobre 2005 à juin 2006, elle fut un lieu utilisé par l'association « La Gare expérimentale », composée d'artistes et de techniciens du spectacle.

### «Station 15»
Elle est commercialisée à l'été 2014 par son propriétaire pour des commerces et des bureaux. Depuis 2024 ce sont les éditions Salvator et Première partie, ainsi que Routes bibliques, qui y sont installées.

## Bâtiment voyageurs
Le bâtiment voyageurs est un édifice à un étage en briques roses et merlons blancs. Les escaliers d'accès et les quais de la gare subsistent. Devant la gare, un accès à un souterrain permet de rejoindre, à l'ouest des voies, la rue Jacques-Baudry dans le 15e arrondissement.

Vues du souterrain
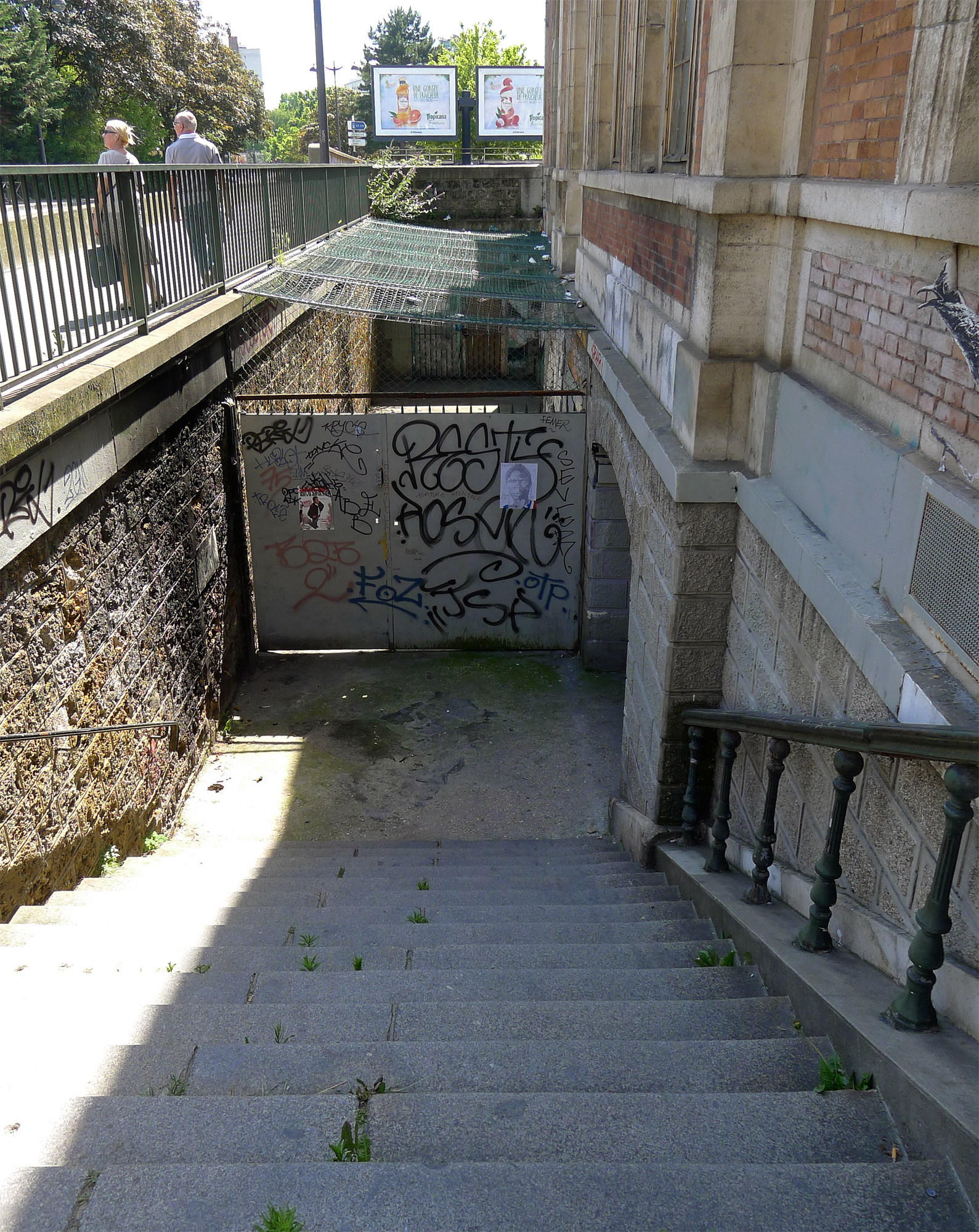
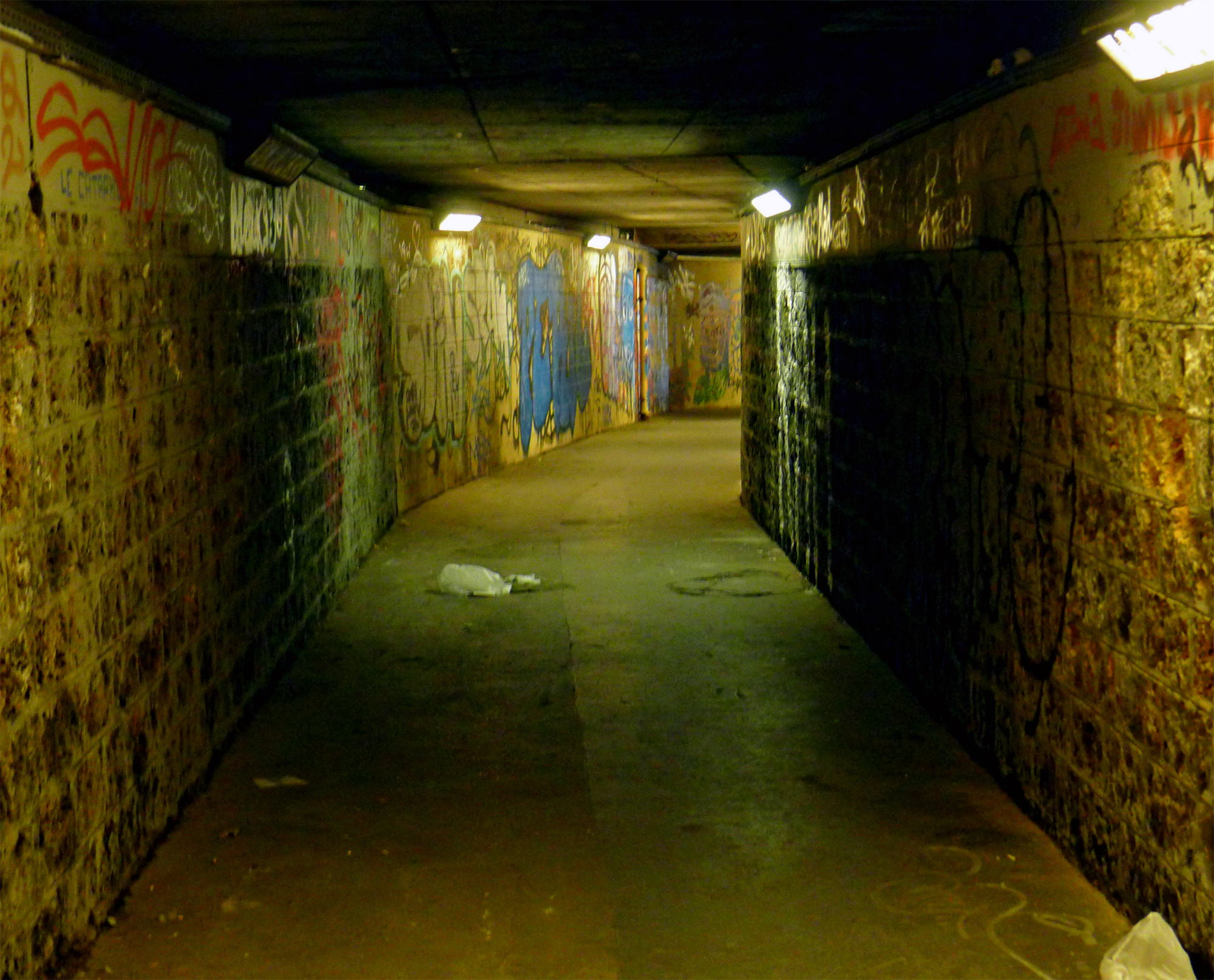
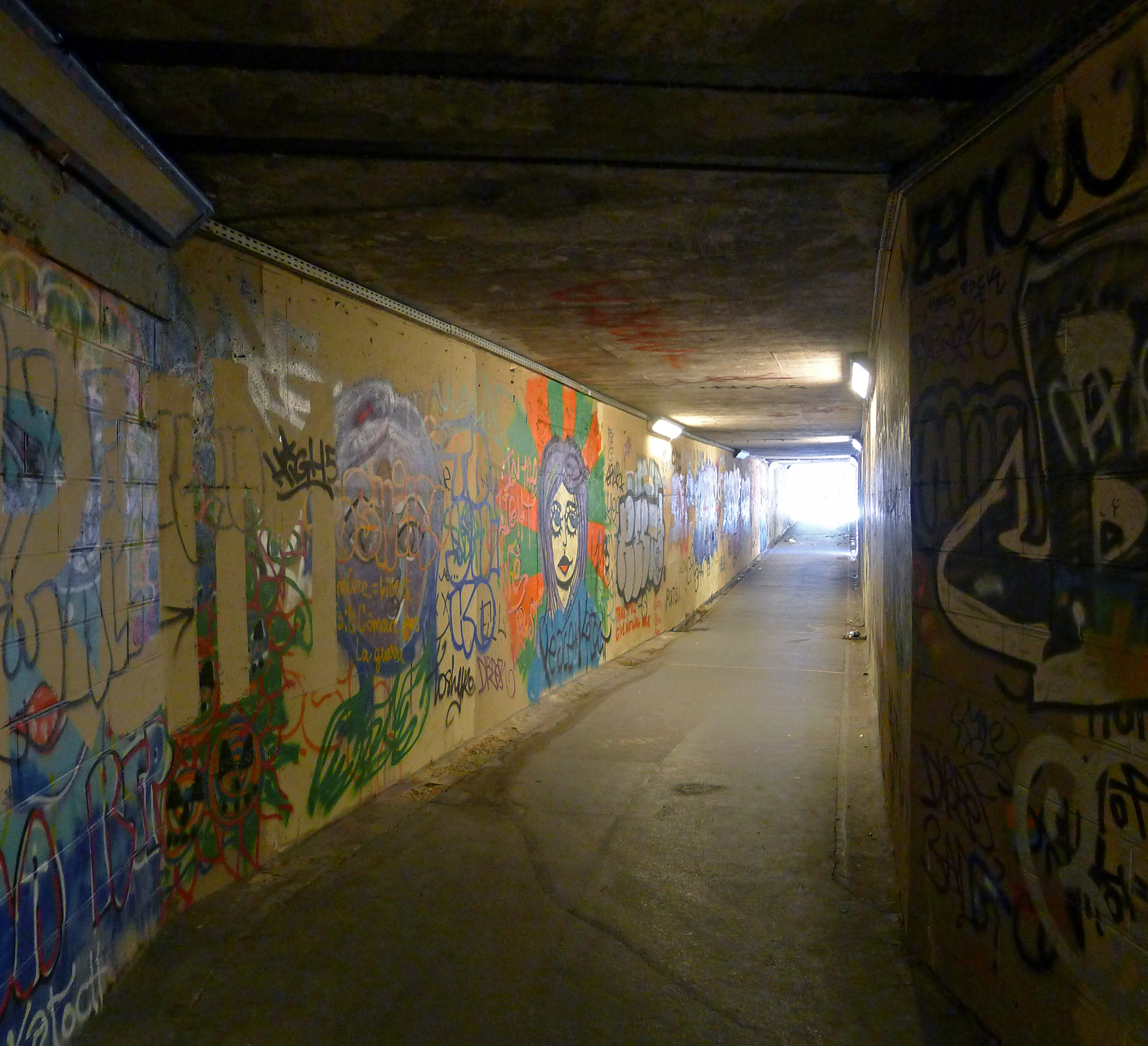